# Hermann Meyerhoff (Mediziner)

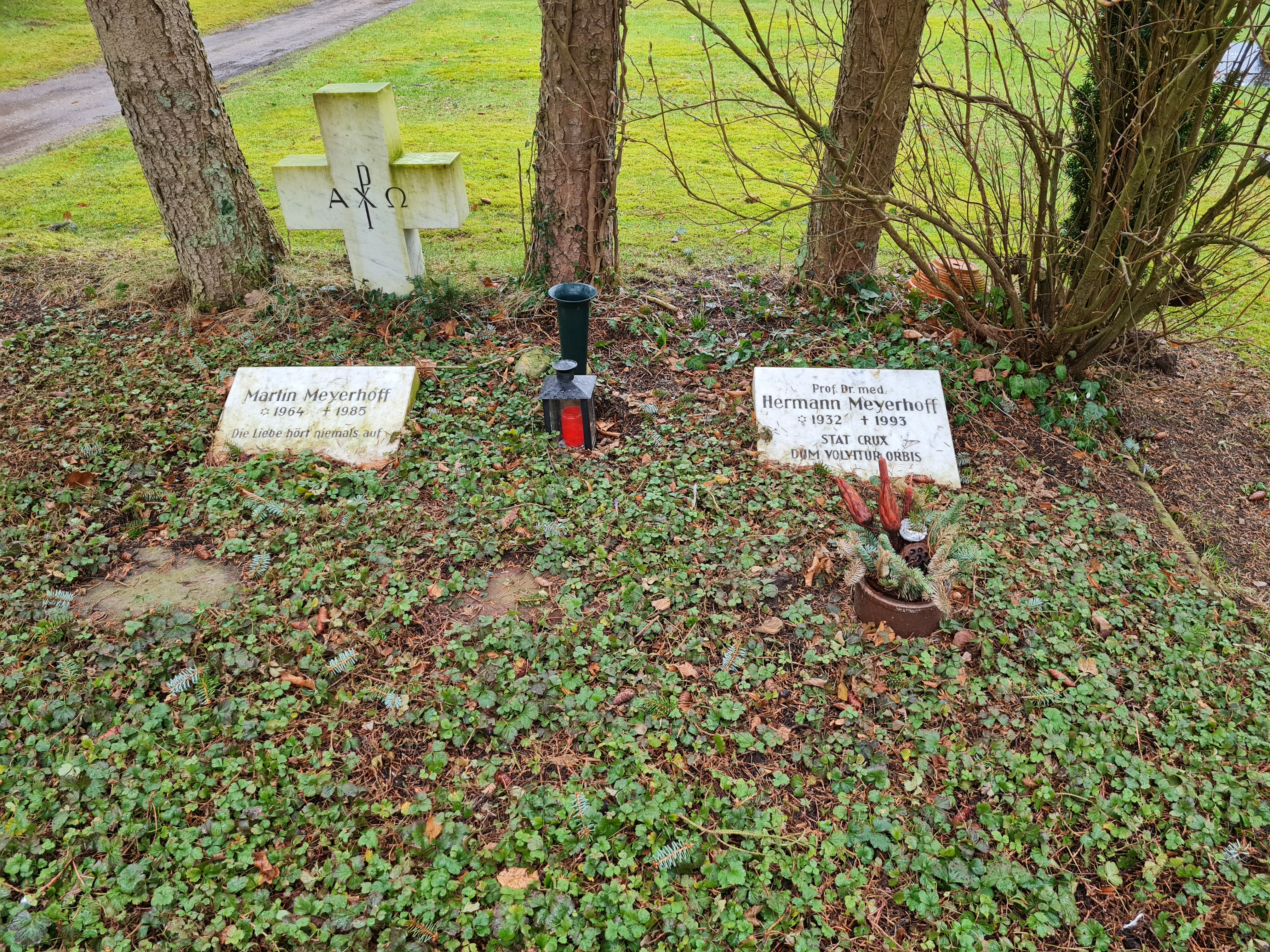

Hermann Franz Altfrid Maria Meyerhoff (* 18. Februar 1932 in Herne; † 3. Dezember 1993 in Rendsburg) war ein deutscher Arzt, Psychiater, Hochschullehrer und Ministerialdirigent. Von 1971 bis 1987 war er Direktor des Landeskrankenhauses für Kinder- und Jugendpsychiatrie Schleswig-Hesterberg und von April 1987 bis 1993 Leiter der Gesundheitsabteilung im Sozialministerium Schleswig-Holsteins in Kiel. Der Schauspieler und Schriftsteller Joachim Meyerhoff ist sein Sohn.

## Leben
Hermann Meyerhoff wurde als viertes Kind des Oberstadtdirektors und Herner Bürgermeisters Hermann Meyerhoff und dessen Frau Hildegard, geb. Ahn, in Herne geboren. Nach dem Schulbesuch in Herne und Weilheim/Oberbayern studierte er seit 1952 Medizin an der Philipps-Universität Marburg, wo er nach fünf Semestern die ärztliche Vorprüfung bestand. Sein klinisches Studium beendete er mit dem medizinischen Staatsexamen an der Ludwig-Maximilians-Universität München. Nach der Medizinalassistentenzeit am Universitätsklinikum München und einer geburtshilflich-gynäkologischen Ausbildung im Krankenhaus Bochum-Gerthe erhielt er 1961 die Approbation als Arzt durch das Bayerische Innenministerium und arbeitete ab 1962 als wissenschaftlicher Assistent am Forensisch-psychiatrischen Institut der Freien Universität Berlin; 1964 wurde er in München mit einer geburtsstatistischen Untersuchung bei Gerhard Martius zum Dr. med. promoviert.

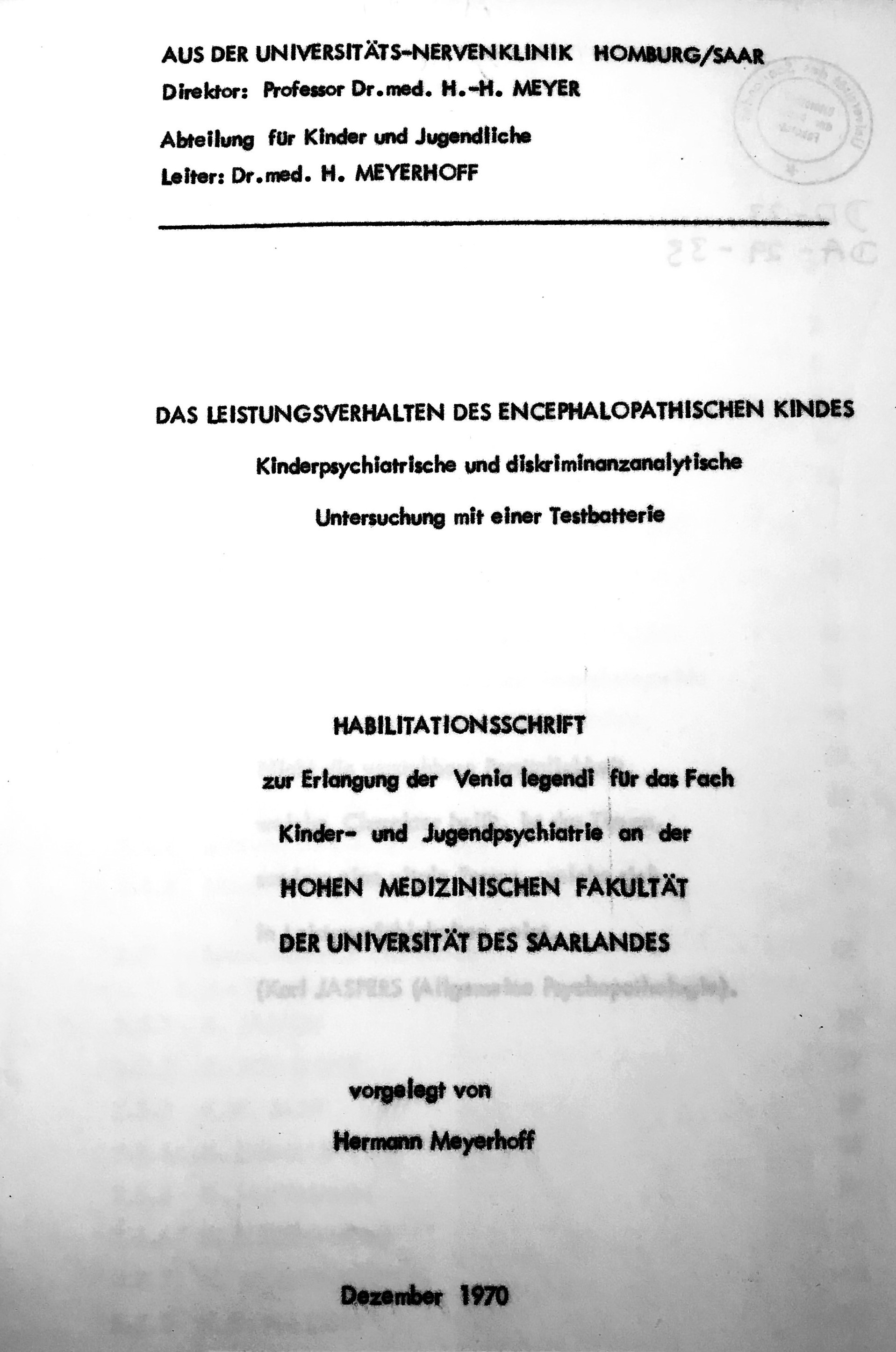
Deckblatt der Homburger Habilitationsschrift von 1970

1965 wurde Meyerhoff leitender Abteilungsarzt für Kinder- und Jugendpsychiatrie an der Universitäts-Nervenklinik des Universitätsklinikums des Saarlandes (UKS) in Homburg, wo er sich im Dezember 1970 bei Hans-Hermann Meyer mit einer Untersuchung über das Leistungsverhalten hirngeschädigter Kinder habilitierte. 1971 übernahm er in der Nachfolge Walter Döhners als ärztlicher Direktor die Leitung der Kinder- und Jugendpsychiatrie in Schleswig-Hesterberg, die mit seinem Dienstantritt von der Erwachsenenpsychiatrie Stadtfeld räumlich und administrativ getrennt wurde. Als Klinikdirektor reformierte Meyerhoff im Rahmen von Psychiatriekritik und Psychiatriereform Anfang/Mitte der 1970er Jahre den Führungsstil und den Klinikalltag der Anstalt und transformierte „den Hesterberg“ von einer rein verwahrenden, gemischten Psychiatrie in eine eigenständige, das Wohl der Patientinnen und Patienten in den Mittelpunkt stellende Kinder- und Jugendpsychiatrie. Hierzu ließ er große Teile des medizinischen und pflegerischen Anstaltspersonals austauschen, stellte geschulte Psychologen und Psychotherapeuten ein und etablierte verschiedene Formen der Psychotherapie wie Werktherapie, Musiktherapie, Gestalttherapie oder Maltherapie. 1984 übernahm Meyerhoff den Lehrstuhl für Kinder- und Jugendpsychiatrie an der Medizinischen Hochschule Lübeck, im April 1987 – nach dem Ausscheiden des Ministerialdirigenten Klaus-Rüdiger Zur – die Leitung der Gesundheitsabteilung (Abt. IX 4) des Schleswig-Holsteinischen Sozialministeriums in Kiel. Im Dezember 1993 starb Meyerhoff an Lungenkrebs. 

## Familie und literarisches Nachleben
Herrmann Meyerhoff war mit der Krankengymnastin Susanne Meyerhoff, geb. Schultze, einer Tochter der Schauspielerin Inge Birkmann, verheiratet. Mit ihr hatte er drei Söhne. Der mittlere, Martin Meyerhoff, kam 1985 bei einem Autounfall ums Leben. Der jüngste ist der Schauspieler, Regisseur und Schriftsteller Joachim Meyerhoff, in dessen autobiografischer Romanreihe „Alle Toten fliegen hoch“ er eine zentrale Rolle spielt, insbesondere deren zweitem Teil, „Wann wird es endlich wieder so, wie es nie war“. Er wird darin als liebevoller Vater und untreuer Ehemann beschrieben, als beliebter und begabter Mediziner und korpulenter, von praktischen Dingen oft überforderter Mensch. Die Schlusskapitel des Bandes behandeln die Krebserkrankung und den Tod Hermann Meyerhoffs im Alter von nur 61 Jahren.

## Veröffentlichungen
- Geburtshilfliche Statistik 1960. (München, Univ., Diss., 1964).
- Das Leistungsverhalten des encephalopathischen Kindes. Kinderpsychiatrische und diskriminanzanalytische Untersuchung mit einer Testbatterie. (Saarbrücken, Homburg, Univ., Habil.-Schr., 1970).